# Unicorn catleyi
Unicorn catleyi is een spinnensoort in de taxonomische indeling van de Dwergcelspinnen (Oonopidae).
Het dier behoort tot het geslacht Unicorn. De wetenschappelijke naam van de soort werd voor het eerst geldig gepubliceerd in 1995 door Norman I. Platnick & Antonio D. Brescovit.